# Olodaterolo
Olodaterolo (nella prima fase sperimentale conosciuto anche con la sigla BI1744CL) è un composto broncodilatatore, più precisamente una amina simpaticomimetica, a lunga durata d'azione, con attività di tipo agonista beta-adrenergico, selettivo sui recettori β2-adrenergici.  Il farmaco è in commercio per il trattamento di pazienti affetti da broncopneumopatia cronica ostruttiva (BPCO).  I ricercatori hanno sviluppato il farmaco con l'intenzione di proporlo come broncodilatatore da assumersi una sola volta al giorno, come terapia di mantenimento in caso di ostruzione delle vie aeree nei soggetti affetti da broncopneumopatia cronica ostruttiva e segnatamente bronchite cronica e/o enfisema.

## Farmacodinamica
Olodaterolo è una molecola adrenergica, un agonista selettivo dei recettori β2-adrenergici, diffusi in particolare a livello della muscolatura liscia bronchiale. La stimolazione di questi recettori da parte del farmaco comporta un incremento dell'AMP ciclico endocellulare. Questo aumento di AMP ciclico porta all'attivazione della protein chinasi A. Questo enzima inibisce la fosforilazione della miosina e riduce la concentrazione intracellulare di calcio ionico, con conseguente rilassamento e determinazione di un effetto di tipo broncodilatatore portando alla risoluzione del broncospasmo. Rispetto ad altre molecole con attività β2-stimolante, olodaterolo si caratterizza per un effetto più prolungato nel tempo ed una più marcata broncoselettività. La broncodilatazione che si mantiene per 24 ore  offre l'opportunità di una monosomministrazione giornaliera della molecola nei pazienti che necessitano di terapia broncodilatatrice di mantenimento.

## Usi clinici
Nel corso del 2013 la molecola non è stata ancora autorizzata alla commercializzazione da parte delle diverse Agenzie del farmaco anche se gli studi di fase 2 sembrano indicarne un possibile utilizzo nel trattamento dei pazienti affetti da asma bronchiale e dalla broncopneumopatia cronica ostruttiva (bronchite cronica, enfisema), con componente asmatica o di broncospasmo reversibile. 
La lunga durata d'azione fa ipotizzare la possibilità di una monosomministrazione giornaliera, cioè una frequenza di dosaggio minima ma sufficiente a mantenere sotto controllo i disturbi.